# Anders Bastiansen
Anders "Basse" Bastiansen, född 31 oktober 1980 i Oslo, är en norsk ishockeyspelare som spelar för sin moderklubb Frisk Asker. Han har tidigare för Almtuna IS, IFK Arboga, Mora IK i Allsvenskan och även Färjestad BK i Elitserien. 2008 valde Basse att skriva på för Färjestad BK och vann SM-guld första säsongen. Han spelade sammanlagt fem säsonger för Färjestad. Han vann även SM-guld med FBK säsongen 2010/11.
Bastiansen representerade Norge i VM i ishockey 2006 och VM i ishockey 2009. Säsongen 2014/2015 spelade han för österrikiska Graz 99ers. Inför säsongen 2015/2016 återvände han till Norge för spel i Frisk Asker i norska högstaligan.